# Porella groenlandica
Porella groenlandica är en mossdjursart som först beskrevs av Norman 1894.  Porella groenlandica ingår i släktet Porella och familjen Bryocryptellidae. Inga underarter finns listade i Catalogue of Life.